# Michael Bordt (Fußballspieler)
Michael Bordt (* 18. August 1956) ist ein ehemaliger deutscher Fußballspieler.

## Karriere
In der Jugend kam Michael Bordt zu Einsätzen in der Schüler- und in der Jugendnationalmannschaft des DFB. Er debütierte am 22. April 1972 im Länderspiel der Schülernationalmannschaft in Kiel gegen Frankreich. Beim 1:0-Erfolg spielte er an der Seite von Günter Dämpfling, Hans-Jürgen Gede und Winfried Stradt. Der DFB trug 1972 sieben Schülerländerspiele gegen Frankreich, Niederlande, England, Irland und Schottland aus und Bordt kam in jedem Spiel zum Einsatz. Am 26. August 1974 bestritt er in Herzberg am Harz erstmals ein Länderspiel für die DFB-Jugendauswahl „A“. Beim 2:1-Sieg über die Auswahl Frankreichs waren noch Horst Weyerich, Hans-Jürgen Salewski, Ronald Borchers, Dämpfling und Stradt im Einsatz. Vom 13. bis 19. November 1974 war er in vier Turnierspielen in Monte Carlo um den Prinz-Albert-Pokal für die DFB-Elf aktiv.
Bordt spielte in der Saison 1974/75 mit Kickers Offenbach in der Bundesliga. Er bestritt ein Spiel; am 3. Spieltag wurde er in der 85. Spielminute bei der 4:1-Auswärtsniederlage gegen Hertha BSC eingewechselt. Zur neuen Saison wechselte er zum Aufsteiger in die 2. Bundesliga FSV Frankfurt. Für den FSV absolvierte er 1975/76 unter Trainer Milovan Beljin und an der Seite von Mitspielern wie Karlheinz Volz, Klaus-Peter Stahl, Peter Rübenach, Wolfgang Metzler und Horst Trimhold 22 Spiele (6 Tore). In dieser Saison belegte der FSV den 13. Platz in der Südstaffel. Für Bordt folgte ein Jahr beim SC Göttingen 05 in der Nordstaffel, wo der Ex-Offenbacher ebenfalls 22 Spiele bestritt und drei Tore an der Seite von Mitspielern wie Walter Gruler, Dieter Hochheimer, Urban Klausmann und Walter Plaggemeyer erzielte. Göttingen stieg unter den Trainern Reinhard Roder und seinem Nachfolger Bernd Oles ab und Bordt wechselte zum FC Hanau 93 in die 1. Amateurliga Hessen. Hanau gewann mit Bordt 1978 die Meisterschaft und stieg überraschend in die 2. Bundesliga auf. Zusätzlich war Hanau im Hessenpokal erfolgreich.
Bordt absolvierte in der Saison 1978/79 beim FC Hanau 93 weitere 23 Zweitligaspiele und erzielte dabei sechs Tore. Die Hessen stiegen allerdings auf dem 17. Platz umgehend in das Amateurlager ab. Unter den Trainern Manfred Brunner und seinem Nachfolger Karl-Heinz Schmal (ab Januar 1979) konnte Bordt mit Mitspielern wie Günter Oleknavicius und Dieter Schwemmle den Abstieg nicht verhindern.